# Listă de filme de animație din 2003
Aceasta este o listă de filme de animație din anul 2003:
| Titlu                                                                                    | Țara                                                  | Regizor                             | Studio                                                           | Tehnici de animație | Note                                                      |
| ---------------------------------------------------------------------------------------- | ----------------------------------------------------- | ----------------------------------- | ---------------------------------------------------------------- | ------------------- | --------------------------------------------------------- |
| 101 Dalmatians II: Patch's London Adventure                                              | Statele Unite ale Americii                            | Jim Kammerud Brian Smith            | Walt Disney Studios Home Entertainment DisneyToon Studios        |                     |                                                           |
| The 3 Wise Men Los Reyes magos                                                           | Franța · Spania                                       |                                     |                                                                  |                     |                                                           |
| Atlantis: Milo's Return                                                                  | Statele Unite ale Americii                            | Victor Cook Toby Shelton Tad Stones | Walt Disney Studios Home Entertainment DisneyToon Studios        | Traditional         |                                                           |
| Back to School with Franklin                                                             | Canada                                                |                                     |                                                                  |                     |                                                           |
| Barbie of Swan Lake                                                                      | Statele Unite ale Americii                            |                                     |                                                                  |                     |                                                           |
| Batman: Mystery of the Batwoman                                                          | Statele Unite ale Americii                            | Curt Geda                           | Warner Home Video Warner Bros. Animation                         |                     |                                                           |
| The Bee Julia and Mrs. Vita L'Apetta Giulia e la signora Vita                            | Italia                                                |                                     |                                                                  |                     |                                                           |
| Bionicle: Mask of Light                                                                  | Statele Unite ale Americii                            |                                     |                                                                  |                     |                                                           |
| Bolívar: el héroe                                                                        | Columbia                                              |                                     |                                                                  |                     |                                                           |
| Brother Bear                                                                             | Statele Unite ale Americii                            | Aaron Blaise Robert Walker          | Walt Disney Pictures Walt Disney Animation Studios               | Traditional         |                                                           |
| Captain Sabertooth Kaptein Sabeltann                                                     | Norvegia                                              |                                     |                                                                  |                     |                                                           |
| Charlotte's Web 2: Wilbur's Great Adventure                                              | Statele Unite ale Americii                            | Mario Piluso                        | Paramount Home Entertainment Nickelodeon Animation Studio        |                     |                                                           |
| A Christmas Carol                                                                        | Japonia                                               |                                     |                                                                  |                     |                                                           |
| Crayon Shin-chan: Glorious Grilled Meat Road                                             | Japonia                                               |                                     |                                                                  |                     |                                                           |
| Detective Conan: Crossroad in the Ancient Capital                                        | Japonia                                               |                                     |                                                                  |                     |                                                           |
| The Cunning Little Vixen                                                                 | Regatul Unit al Marii Britanii și al Irlandei de Nord |                                     |                                                                  |                     |                                                           |
| Daniel and the Lion's Den                                                                | Statele Unite ale Americii                            |                                     |                                                                  |                     |                                                           |
| The Dog, the General, and the Birds Le chien, le général et les oiseaux                  | Italia · Franța                                       |                                     |                                                                  |                     |                                                           |
| The Dream-Quest of Unknown Kadath                                                        | Statele Unite ale Americii                            |                                     |                                                                  |                     |                                                           |
| El Cid: The Legend Cid: La leyenda, El                                                   | Spania                                                |                                     |                                                                  |                     |                                                           |
| Elysium                                                                                  | Coreea de Sud                                         | Kwon Jae-woong                      | Big Film Entertainment                                           | CGI                 |                                                           |
| The Fairly OddParents: Abra-Catastrophe!                                                 | Statele Unite ale Americii                            |                                     |                                                                  |                     |                                                           |
| The Night B4 Christmas                                                                   | Statele Unite ale Americii                            |                                     |                                                                  |                     |                                                           |
| Finding Nemo                                                                             | Statele Unite ale Americii                            | Andrew Stanton                      | Walt Disney Pictures Pixar                                       | CG animation        |                                                           |
| G.I. Joe: Spy Troops                                                                     | Statele Unite ale Americii                            |                                     |                                                                  |                     |                                                           |
| Greatest Heroes and Legends of the Bible: Daniel and the Lion's Den                      | Statele Unite ale Americii                            |                                     |                                                                  |                     |                                                           |
| Greatest Heroes and Legends of the Bible: David and Goliath                              | Statele Unite ale Americii                            |                                     |                                                                  |                     |                                                           |
| Greatest Heroes and Legends of the Bible: Jonah and the Whale                            | Statele Unite ale Americii                            |                                     |                                                                  |                     |                                                           |
| Greatest Heroes and Legends of the Bible: Joseph and the Coat Of Many Colors             | Statele Unite ale Americii                            |                                     |                                                                  |                     |                                                           |
| Greatest Heroes and Legends of the Bible: Joshua and the Battle of Jericho               | Statele Unite ale Americii                            |                                     |                                                                  |                     |                                                           |
| Greatest Heroes and Legends of the Bible: Samson and Delilah                             | Statele Unite ale Americii                            |                                     |                                                                  |                     |                                                           |
| Greatest Heroes and Legends of the Bible: Sodom and Gomorrah                             | Statele Unite ale Americii                            |                                     |                                                                  |                     |                                                           |
| Greatest Heroes and Legends of the Bible: The Apostles                                   | Statele Unite ale Americii                            |                                     |                                                                  |                     |                                                           |
| Greatest Heroes and Legends of the Bible: The Garden Of Eden                             | Statele Unite ale Americii                            |                                     |                                                                  |                     |                                                           |
| Greatest Heroes and Legends of the Bible: The Last Supper, Crucifixion, and Resurrection | Statele Unite ale Americii                            |                                     |                                                                  |                     |                                                           |
| Greatest Heroes and Legends of the Bible: The Miracles of Jesus                          | Statele Unite ale Americii                            |                                     |                                                                  |                     |                                                           |
| Greatest Heroes and Legends of the Bible: The Nativity                                   | Statele Unite ale Americii                            |                                     |                                                                  |                     |                                                           |
| Greatest Heroes and Legends of the Bible: The Story Of Moses                             | Statele Unite ale Americii                            |                                     |                                                                  |                     |                                                           |
| Hammerboy                                                                                | Coreea de Sud                                         |                                     |                                                                  |                     |                                                           |
| Hajime no Ippo - Champion Road はじめの一歩 : チャンピオンロード                         | Japonia                                               |                                     |                                                                  |                     | from "Fighting Spirit" series                             |
| Interstella 5555: The 5tory of the 5ecret 5tar 5ystem インターステラ5555                 | Japonia · Franța                                      |                                     |                                                                  |                     |                                                           |
| InuYasha the Movie: Swords of an Honorable Ruler                                         | Japonia                                               |                                     |                                                                  |                     |                                                           |
| I Want a Dog for Christmas, Charlie Brown                                                | Statele Unite ale Americii                            |                                     |                                                                  |                     |                                                           |
| Jester Till Till Eulenspiegel                                                            | Germania · Belgia                                     |                                     |                                                                  |                     |                                                           |
| The Jungle Book 2                                                                        | Statele Unite ale Americii · Australia                | Steve Trenbirth                     | Walt Disney Pictures DisneyToon Studios                          | Traditional         |                                                           |
| Kaena: The Prophecy                                                                      | Franța · Canada                                       |                                     |                                                                  |                     |                                                           |
| Kim Possible: A Sitch in Time                                                            | Statele Unite ale Americii                            |                                     |                                                                  |                     |                                                           |
| Der Kleine Eisbär - Neue Abenteuer, neue Freunde 2                                       | Germania                                              |                                     |                                                                  |                     |                                                           |
| The Land Before Time X: The Great Longneck Migration                                     | Statele Unite ale Americii                            | Charles Grosvenor                   | Universal Studios Home Entertainment Universal Animation Studios |                     |                                                           |
| The Legend of the Sky Kingdom                                                            | Zimbabwe                                              |                                     |                                                                  |                     |                                                           |
| Little Longnose Карлик Нос (Karlik Nos)                                                  | Rusia                                                 |                                     |                                                                  |                     |                                                           |
| Looney Tunes: Back in Action                                                             | Statele Unite ale Americii                            |                                     |                                                                  |                     |                                                           |
| Master Q: Incredible Pet Detective                                                       | Hong Kong                                             |                                     |                                                                  |                     | [ 1 ]                                                     |
| Miss Spider's Sunny Patch Kids                                                           | Statele Unite ale Americii                            |                                     |                                                                  |                     |                                                           |
| More Vampires in Havana Más vampiros en La Habana                                        | Cuba · Spania                                         |                                     |                                                                  |                     |                                                           |
| My Little Pony: The Princess Promenade                                                   | Statele Unite ale Americii                            |                                     |                                                                  |                     |                                                           |
| Nasu: Summer in Andalusia                                                                | Japonia                                               |                                     |                                                                  |                     |                                                           |
| One Piece: Dead End Adventure                                                            | Japonia                                               |                                     |                                                                  |                     |                                                           |
| Opopomoz                                                                                 | Italia · Franța · Spania                              |                                     |                                                                  |                     |                                                           |
| Oseam 오세암                                                                             | Coreea de Sud                                         |                                     |                                                                  |                     |                                                           |
| Otherworld Y Mabinogi                                                                    | Regatul Unit al Marii Britanii și al Irlandei de Nord |                                     |                                                                  |                     |                                                           |
| Piglet's Big Movie                                                                       | Statele Unite ale Americii                            | Francis Glebas                      | Walt Disney Pictures DisneyToon Studios                          | Traditional         |                                                           |
| The Rain Children Les Enfants de la pluie                                                | Franța · Coreea de Sud                                |                                     |                                                                  |                     |                                                           |
| Raining Cats and Frogs aka. The Frog Prophecy La Prophétie des grenouilles               | Franța                                                |                                     |                                                                  |                     |                                                           |
| Rescue Heroes: The Movie                                                                 | Canada                                                |                                     |                                                                  |                     |                                                           |
| Recess: All Growed Down                                                                  | Statele Unite ale Americii                            |                                     |                                                                  |                     |                                                           |
| Recess: Taking the 5th Grade                                                             | Statele Unite ale Americii                            |                                     |                                                                  |                     |                                                           |
| Rolie Polie Olie: The Baby Bot Chase                                                     | Canada · Statele Unite ale Americii                   |                                     |                                                                  |                     |                                                           |
| Rugrats Go Wild!                                                                         | Statele Unite ale Americii                            | Norton Virgien John Eng             | Paramount Pictures Nickelodeon Movies Klasky Csupo               |                     |                                                           |
| Scooby-Doo and the Legend of the Vampire                                                 | Statele Unite ale Americii                            |                                     |                                                                  |                     |                                                           |
| Scooby-Doo and the Monster of Mexico                                                     | Statele Unite ale Americii                            |                                     |                                                                  |                     |                                                           |
| Sinbad: Legend of the Seven Seas                                                         | Statele Unite ale Americii                            | Tim Johnson Patrick Gilmore         | Walt Disney Pictures DreamWorks Animation                        | Traditional         |                                                           |
| Son of Alladin                                                                           | India                                                 |                                     |                                                                  |                     |                                                           |
| Stitch! The Movie                                                                        | Statele Unite ale Americii                            | Tony Craig Bobs Gannaway            | Walt Disney Studios Home Entertainment DisneyToon Studios        | Traditional         |                                                           |
| Tokyo Godfathers                                                                         | Japonia                                               |                                     |                                                                  |                     |                                                           |
| Toto Sapore and the Magic Story of Pizza Totò Sapore e la magica storia della pizza      | Italia                                                |                                     |                                                                  |                     |                                                           |
| The Triplets of Belleville                                                               | Statele Unite ale Americii                            |                                     |                                                                  | Traditional         |                                                           |
| Werner - Gekotzt wird später!                                                            | Germania                                              |                                     |                                                                  |                     |                                                           |
| Winter Days                                                                              | Japonia                                               |                                     |                                                                  |                     | collaboration between top animators from around the world |
| Wizards & Giants Magos y Gigantes                                                        | Mexic                                                 |                                     |                                                                  |                     |                                                           |
| Wonderful Days                                                                           | Coreea de Sud · Statele Unite ale Americii            |                                     |                                                                  |                     |                                                           |